# 林中漫步
《林中漫步》（英語：A Walk in the Woods）是一部於2015年上映的美国传记片，該電影由肯·卡皮斯执导，勞勃·瑞福、尼克·诺尔蒂和艾瑪·湯普遜等人主演。该電影改编自比爾·布萊森於1998年出版的同名书籍。2005年，已有人打算籌拍該電影。